# Resolució 902 del Consell de Seguretat de les Nacions Unides
La Resolució 902 del Consell de Seguretat de les Nacions Unides fou adoptada per unanimitat l'11 de març de 1994. Després d'haver rebut un informe del Secretari General Boutros Boutros-Ghali de conformitat amb la Resolució 880 (1993), el Consell va examinar mesures de foment de la confiança entre la República de Xipre i Xipre del Nord amb l'objectiu de resoldre el conflicte de Xipre.
El Consell va oferir el seu suport al Secretari General per la seva tasca d'assolir un acord sobre les mesures de foment de la confiança relacionades amb Varosha i l'Aeroport Internacional de Nicòsia, reafirmant que, tot i que són no un fi en si mateix, ofereixen beneficis importants a ambdues comunitats de l'illa i facilitaran el procés polític cap a un acord global. L'statu quo era inacceptable per al Consell, que va acollir favorablement els acords, en principi, per ambdues parts en les mesures de foment de la confiança. Els debats intensius han fet possible que els representants del secretari general presentessin idees que facilitessin les discussions per arribar a un acord sobre els assumptes clau per implementar les mesures de foment de la confiança.
Finalment, es va demanar al secretari general que presentés un informe addicional per al final de març de 1994 sobre el resultat dels seus esforços per concloure un acord.